# Колер, Ирена
Ирена Колер (англ. Irene Kohler; 7 апреля 1909, Лондон — 21 марта 1996, Лондон) — британская пианистка.
Начала играть на фортепиано в семилетнем возрасте, но лишь в возрасте 12 лет по рекомендации композитора Уильяма Лавлока и пианиста Генри Гейла задумалась о профессиональной карьере. Училась в Тринити-колледже, затем в 1928—1932 гг. в Королевском колледже музыки у Артура Бенджамина, в дальнейшем посвятившего ей Скерцино для фортепиано (1936), с которым Колер часто бисировала в концертах. Далее в течение года совершенствовала своё мастерство в Вене под руководством Эдуарда Штойермана. В 1933 году получила почётный диплом с серебряной медалью на Международном конкурсе исполнителей в Вене.
Дебютировала на концертной сцене в 1931 году, исполнив Третий фортепианный концерт Сергея Рахманинова, в 1934 году выступила на открытии Променадных концертов c Симфоническими вариациями Сезара Франка (дирижировал Генри Вуд). Также много исполняла современный репертуар, в том числе по радио: в частности, европейскую премьеру Концерта-фантазии Юджина Гуссенса. В годы Второй мировой войны играла для британских солдат во Франции, Бельгии, Индии и Бирме. В дальнейшем гастролировала по всему миру до конца 1970-х гг.